# Microzetes rugosus
Microzetes rugosus är en kvalsterart som först beskrevs av Sandór Mahunka 1986.  Microzetes rugosus ingår i släktet Microzetes och familjen Microzetidae. Inga underarter finns listade i Catalogue of Life.